# Craterocephalus pimatuae
Craterocephalus pimatuae és una espècie de peix que pertany a la família dels aterínids. Té 6-8 espines i 8-9 radis tous a l'aleta dorsal i 1 espina i 9-10 radis tous a l'anal. És un peix d'aigua dolça, bentopelàgic i de clima tropical (7°S-8°S). Es troba a la confluència dels rius Pima i Tua, els quals són afluents muntanyencs del riu Purari (Papua Nova Guinea). És inofensiu per als humans.